# Sylvia Massy
Sylvia Massy ist eine US-amerikanische Musikproduzentin, Toningenieurin und Studiobesitzerin.

## Biografie
Während ihrer Arbeit bei einem Uniradio begann Massy sich für Produktionstechnik zu interessieren. Nach dem College bekam sie in San Francisco einen Arbeitsplatz bei einem Tonstudio. Mit ihr als Tontechnikerin und Produzentin erschienen ab 1985 Alben diverser kleinerer, lokaler Künstler. Bis 1990 war sie zudem an Alben von unter anderem Exodus, Julio Iglesias, Kylie Minogue und Danzig beteiligt.
Um 1990 zog Massy nach Los Angeles, wo sie mit der von ihr produzierten Band Green Jellÿ Erfolge feiern konnte. Zudem begann in Los Angeles die Zusammenarbeit mit der Band Tool. Deren von Massy produzierte EP Opiate und das ebenfalls von ihr produzierte 1993 erschienene Album Undertow gewannen beide Platin und verhalfen der Band und Massy zum Durchbruch. Nach diesem Erfolg begann Massy Kooperationen mit Rick Rubin und arbeitete mit Musikern wie den Deftones, Johnny Cash, den Red Hot Chili Peppers, R.E.M., System of a Down oder Tom Petty & the Heartbreakers.
2001 gründete Massy die Radiostar Studios in Weed (Kalifornien).

## Zusammenarbeiten (Auswahl, P: Producer, E: Engineer, M: Mixing)
- The Cliks: Dirty King (2009, Album, Tommy Boy Entertainment)
- Deftones: Escape from L.A. (1996, Soundtrack, Atlantic Records)
- Green Jellÿ: Cereal Killer (P-E-M) (1992, Soundtrack, Volcano Records)
- Johnny Cash: Unchained (E-M) (1996, Album, American Recordings)
- Major Parkinson: Major Parkinson (2009, Album, Waggle-Daggle)
- My Glorious: Inside My Head Is A Scary Place (2012, Album, G-Records)
- Powerman 5000: Tonight the Stars Revolt! (P-E) (1999, Album, DreamWorks Records)
- Prince: Diamonds and Pearls (E-M) (1991, Album, WEA Records)
- Red Hot Chili Peppers: Love Rollercoaster (P-E-M) (1996, Soundtrack, Geffen Records)
- R.E.M.: Road Movie (M) (1997, DVD, WEA)
- Savoy: Savoy Songbook Volume 1 (2007, Album, Decca Records)
- Sevendust: Fall (2000, Soundtrack, Wind-Up Records)
- Skunk Anansie: Paranoid & Sunburnt (1995, Album, One Little Indian Records)
- Spiderbait: Tonight Alright (P-E-M) (2004, Album, Interscope Records)
- System of a Down: System of a Down (E) (1998, Album, American Recordings)
- Tom Petty & the Heartbreakers: She's the One (E-M) (1996, Soundtrack, Warner Music Group)
- Tool: Opiate (P-E-M) (1992, EP, Zoo Entertainment)
- Tool: Undertow (P-E) (1993, Album, Zoo Entertainment)